# Talóvaia (Vorónej)
|  | Per a altres significats, vegeu «Talóvaia». |

Talóvaia (en rus: Таловая) és un poble de l'óblast de Vorónej, a Rússia, segons el cens del 2010 tenia 104 habitants.